# メフメト・カキル
メフメト・カキル（1967年1月1日 - 2023年11月12日）は、トルコの元サッカー選手、元サッカー指導者。選手時代のポジションはFW。

## クラブ歴
ハタイ県生まれで、地元のハタイスポルの下部組織からトップチームに昇格し、1987年に選手となった。
1990年にサルイェルSKに完全移籍したが、同年中にBBエルズルムスポルに期限付き移籍した。
翌1991年にハタイスポルに戻った。1995年にイスケンデルンスポルに1シーズンの期限付き移籍をした後、ハタイスポルに復帰し、1999年に引退した。

## 指導歴
2000年にオスマニイェスポルの監督に就任し、初の監督就任となった。
2002年に古巣のハタイスポルの監督に就任した。翌年にタルスス・イドマン・ユルドゥFKの監督となった。
2008年に再びハタイスポルの監督に就任した。シーズン末にクラブを離れたが、後任のハカン・エルカラチが一ヶ月で解任、その後任のミュイヤト・ヤルマンも二ヶ月で解任されたため、解任から僅か三ヶ月でハタイスポルの監督に三度目の就任となった。
2022年にセブFCがハタイスポルと提携すると、セブの監督に就任し1年間務めた。
2023年11月12日に56歳で歿した。